# Comté de Porter
Le comté de Porter (anglais : Porter County) est l'un des comtés de l'État de l'Indiana. Le siège du comté se situe à Valparaiso. Il fait partie de l'aire métropolitaine de Chicago. Son nom lui a été donné en l'honneur de David Porter, un officier de l'United States Navy.
La population totale du comté s'élevait à 164 343 habitants en 2010.

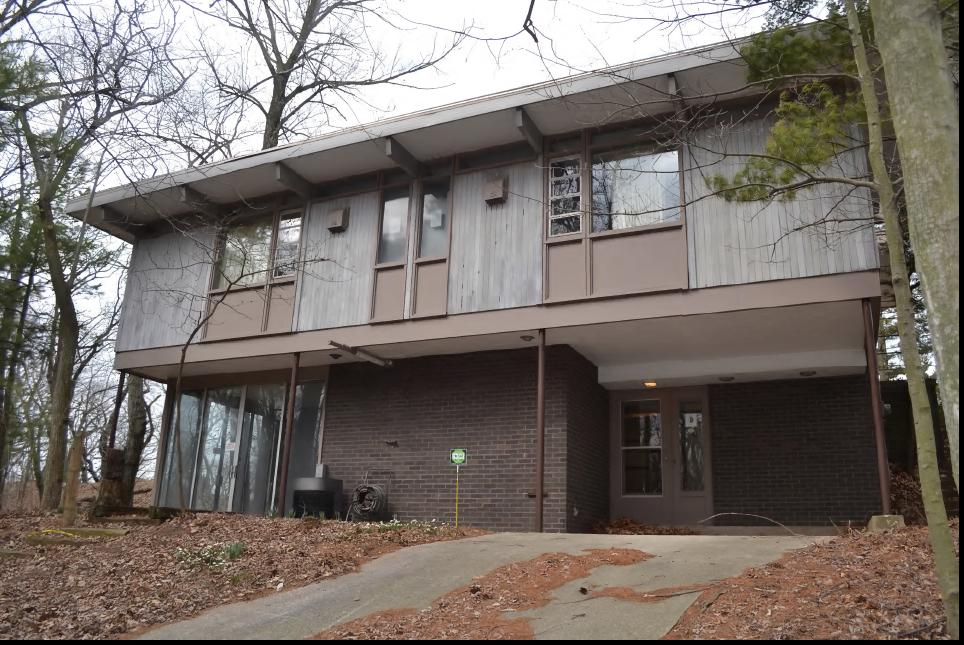
Dr. John and Gerda Meyer House.
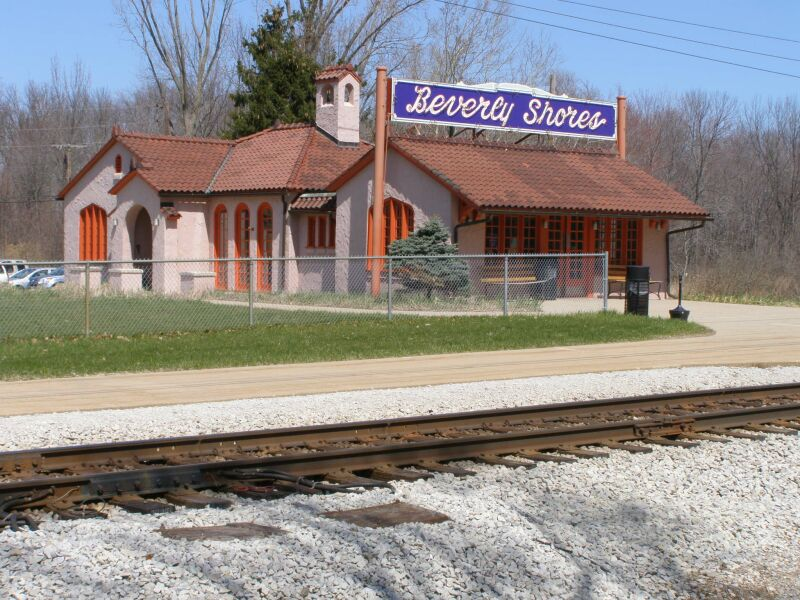
Gare de Beverly Shores.
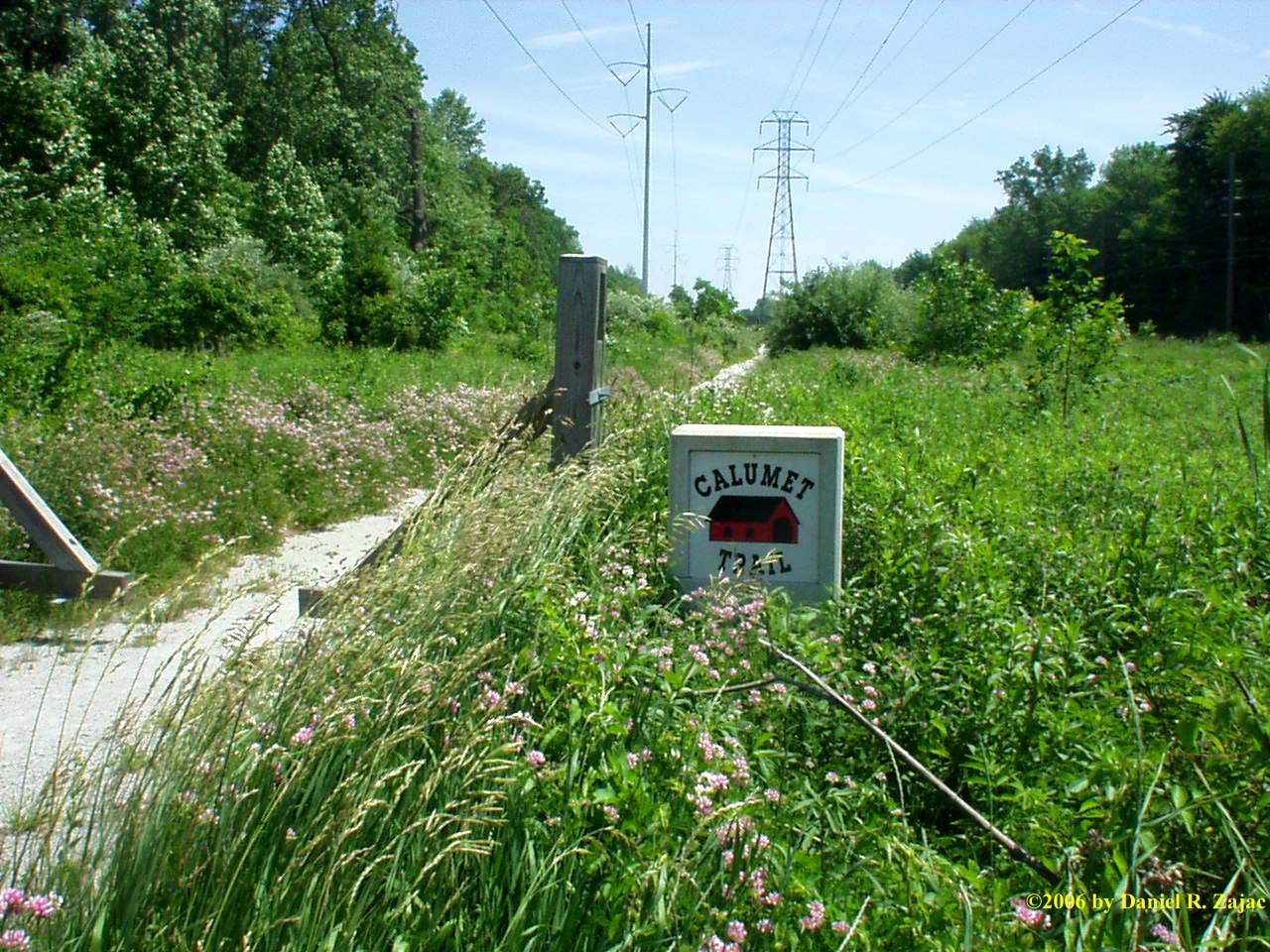
Sentier de randonnée Calumet Trail.
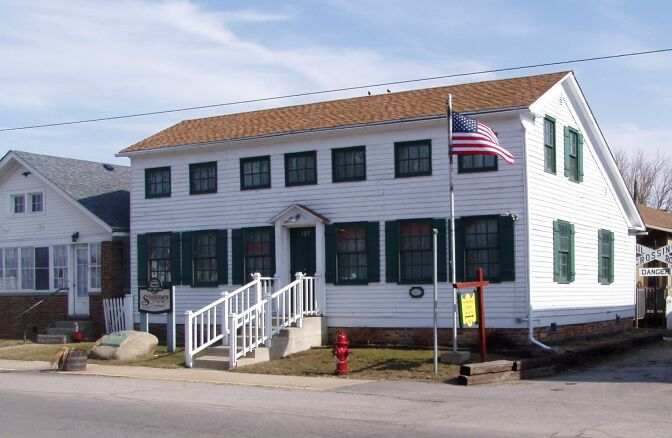
Hebron.
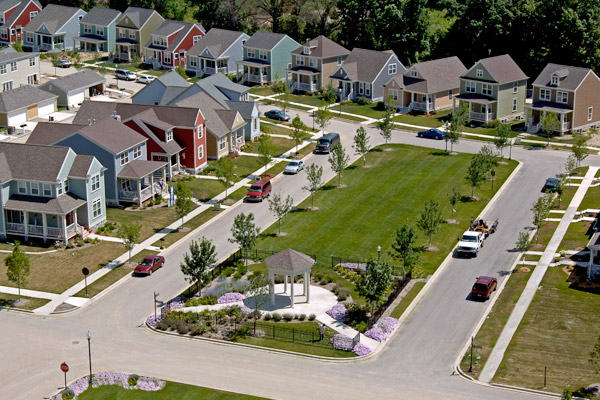
Burns Harbor.
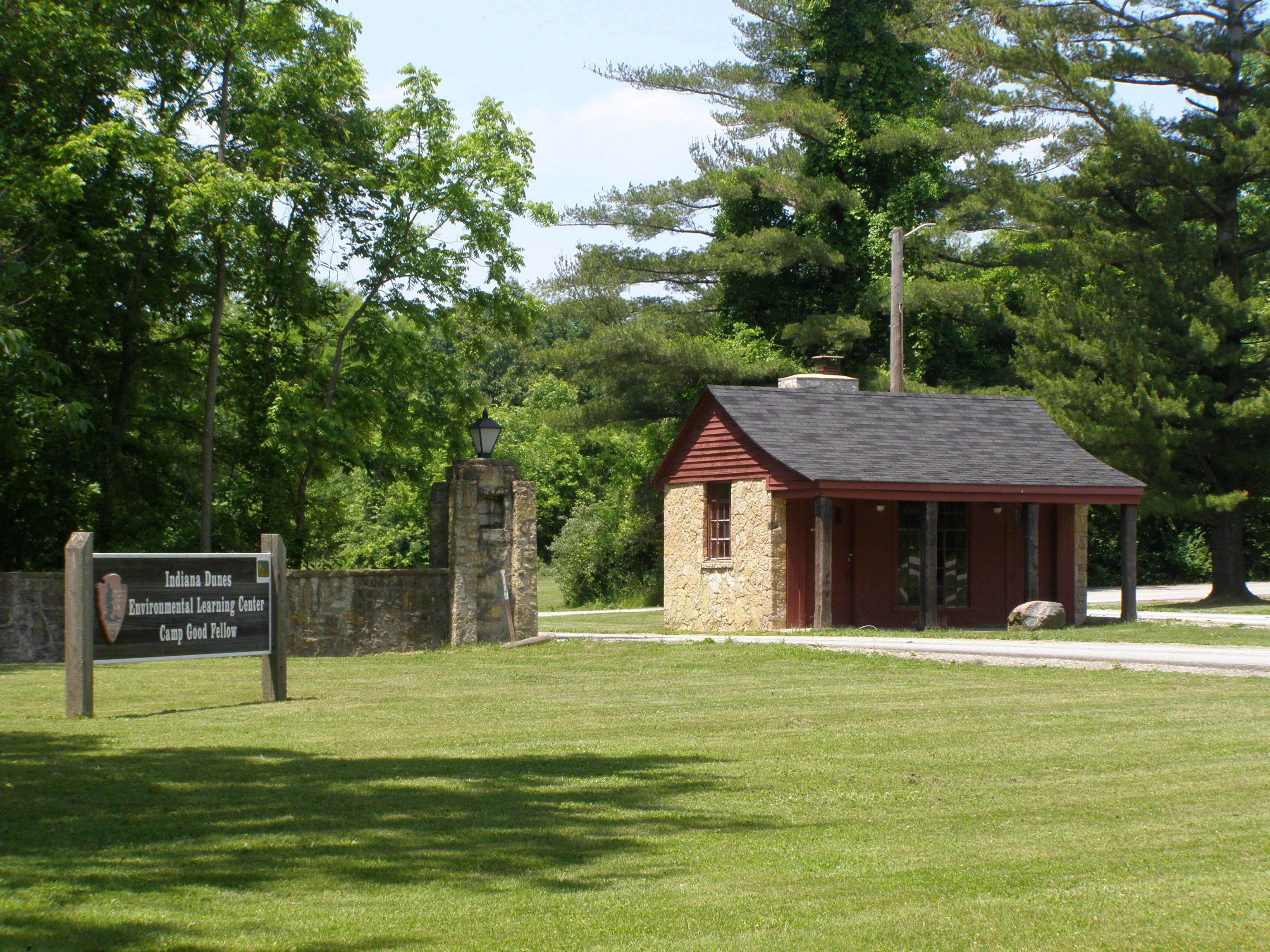
Good Fellow Club Youth Camp.
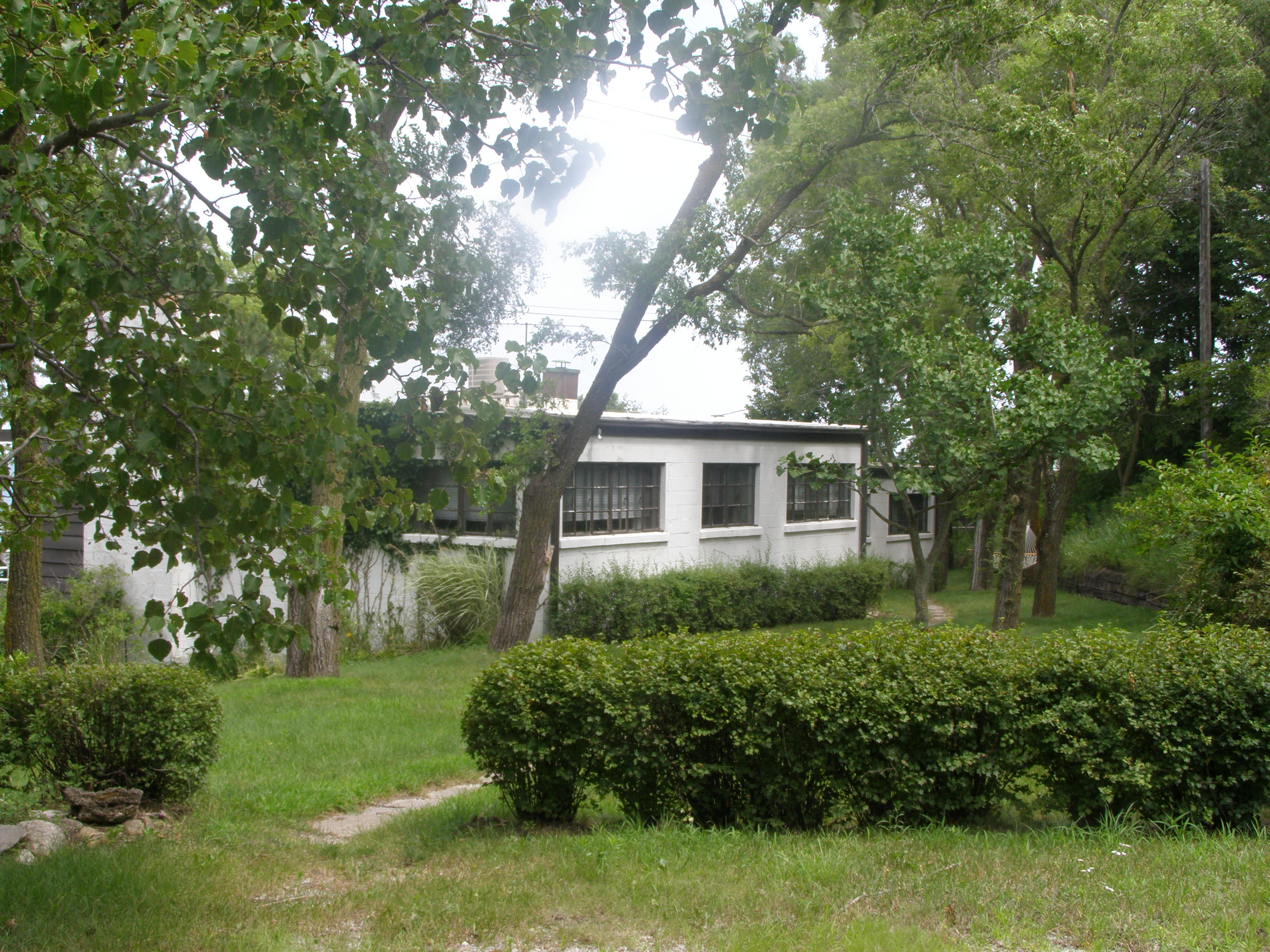
La Solomon Enclave.